# Arenaria hispanica
Arenaria hispanica är en nejlikväxtart som beskrevs av Sprengel. Arenaria hispanica ingår i släktet narvar, och familjen nejlikväxter. Inga underarter finns listade i Catalogue of Life.

## Bildgalleri

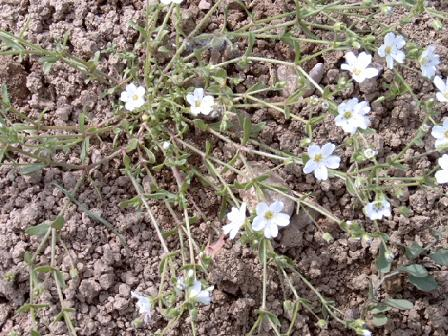
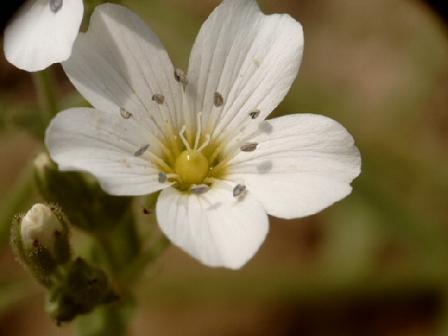
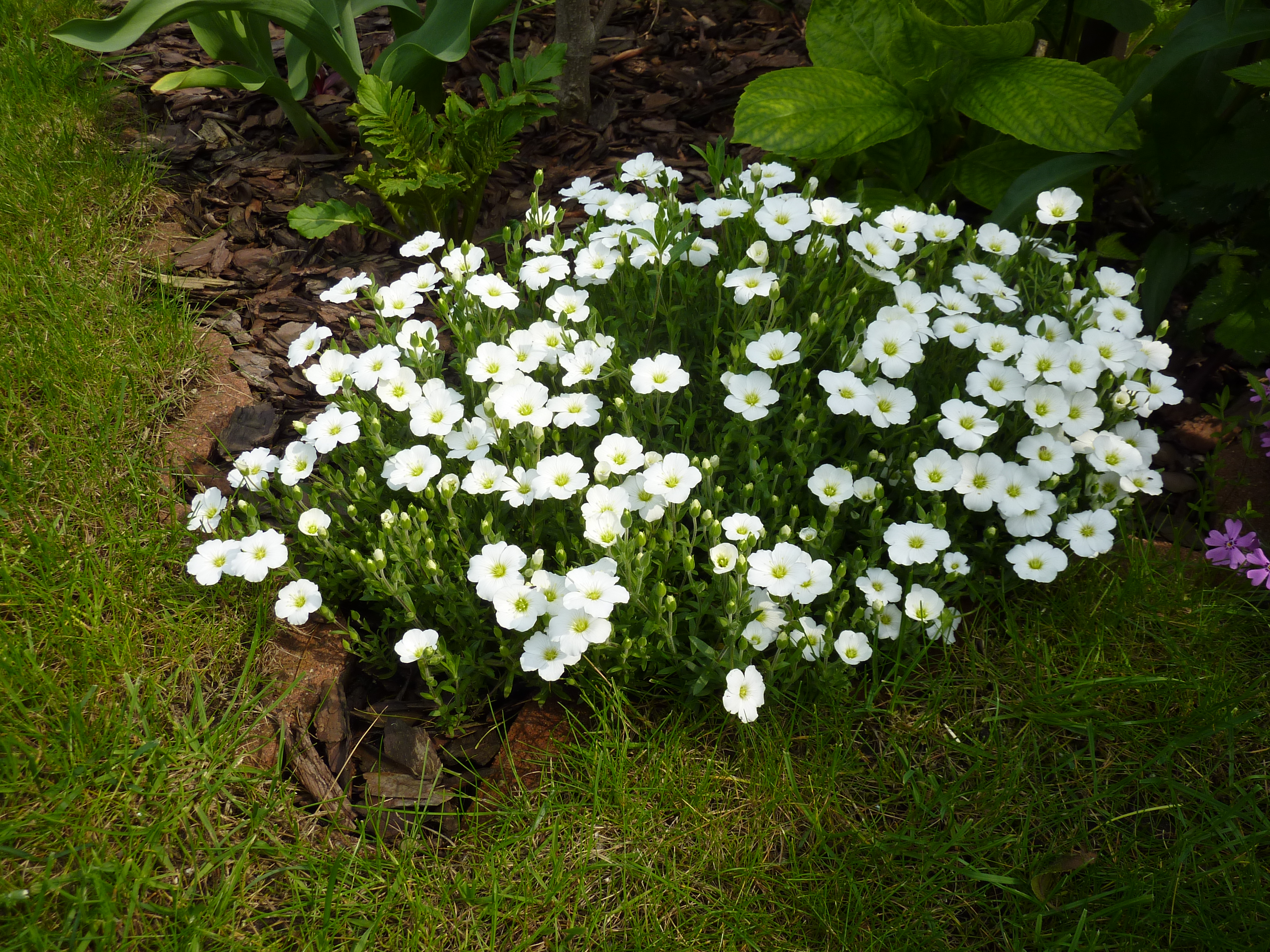